# 生ける屍 (1930年の映画)
『生ける屍』（英語: Redemption, 「贖罪」の意）は、1930年製作・公開、フレッド・ニブロ監督によるアメリカ合衆国の長編劇映画である。

## 略歴・概要
1900年前後、ロシア帝国（現在のロシア）のレフ・トルストイが執筆し、死後発表された戯曲『生ける屍』を、1918年（大正7年）にアーサー・ホプキンスが同作の英語版をアメリカで初演した。この舞台をもとに、ホプキンス自身がプロデュースして映画化したのが、本作である。本作の原題は、1918年の舞台の題名と同一である。
本作のスクリーンサイズは「1.20:1」とイレギュラーであるが、ウェスタン・エレクトリックのトーキーシステムにより、フィルムの光学音声トラックの幅が現在よりも広いからである。

## スタッフ
- 監督 : フレッド・ニブロ
- 原作戯曲 : レフ・トルストイ
- 英語版戯曲 : アーサー・ホプキンス
- 脚色 : ドロシー・ファーナム
- ダイアローグ : エドウィン・ジャスタス・メイヤー
- 撮影 : パーシー・ヒルバーン
- 編集 : マーガレット・ブース
- プロデューサー : アーサー・ホプキンス、アーヴィング・タルバーグ （ノンクレジット）

## キャスト
- ジョン・ギルバート - フェージャ
- ルネ・アドレー - マーシャ
- コンラッド・ネーゲル - ヴィクター
- エリナー・ボードマン - ライザ
- クレア・マクドウェル - アンナ・パヴロヴナ
- アゴスチノ・ボルガト - ペトゥシュコフ
- チャールズ・クォーターメイン - アルティニュイエフ
- ジョージ・スペルヴィン - 判事

## ストーリー
ロシアの士官であるフェージャ（ジョン・ギルバート）は、奔放な生活を送る放蕩者である。ジプシー（ロマ）と交わり、その自由な生活を自分のものとしようとする。
フェージャはある日、友人のヴィクター（コンラッド・ネーゲル）とともにいる婚約者のライザ（エリナー・ボードマン）と偶然に出会った。ライザとフェージャの間には道ならぬ恋が芽生えてしまった。ライザは母親が止めても聞く耳を持たず、フェージャを愛しながらヴィクターと結婚することこそが、道ならぬ行為だと主張した。フェージャはヴィクターに、婚約者を奪う非礼を詫び、ライザを幸せにすると誓う。
フェージャとライザは結婚するが、2年目には早くもフェージャの悪い癖が首をもたげる。ヴィクターとの約束を破る自分にフェージャは苦しみ、ライザとも口論になる。
フェージャは失踪し、ジプシーの世界に戻った。ジプシーの娘マーシャ（ルネ・アドレー）との享楽の世界に浸るフェージャに、ある夜、ヴィクターが会いにくる。ヴィクターが手にしていたのは、ライザからの手紙であった。ライザは手紙で帰ってきて欲しい旨を伝えるが、フェージャの回答は、マーシャとの抱擁する姿であった。
マーシャの母親は、娘がフェージャに誘惑されたと金銭目当てに訴えを起こす。ライザはそのための金を支払った。マーシャはライザの行為に愛の強さを感じて悲しんだ。フェージャはフェージャで、ライザもマーシャも苦しめる自分を憎み、自殺を試みる。マーシャは、自殺の偽装をフェージャに勧める。ヴィクターとライザは、フェージャの死を知り、結婚する。
数年の歳月が経つ。しかしフェージャは生きている屍として存在する。ヴィクターとライザは重婚罪で告発され、法廷に立たされる。フェージャは証人として召喚される。刑が宣告される瞬間、法廷の廊下で銃声が聞こえる。フェージャは今度こそは本当に死んだのだった。

## 関連事項
- 生ける屍
- 生ける屍 (1918年の映画)
- 生ける屍 (1929年の映画)
- 火の夜

## 註
1. ↑  Redemption - インターネット・ブロードウェイ・データベース（英語）, 2009年12月7日閲覧。